# Dunajski diptih

Dunajski diptih ali Padec in odrešenje človeka je verski diptih flamskega umetnika Huga van der Goesa, ki prikazuje Padec človeka na levi plošči in Objokovanje Kristusa na desni plošči. Levo krilo slike, verjetno naslikano v olju na hrastu leta 1477 meri 32,3 × 21,9 cm, desno 34,4 × 21,9 cm. Diptih je bil poslikan v drugi polovici 15. stoletja in ga hranijo v avstrijskem  Umetnostnozgodovinskem muzeju na Dunaju.

## Motiv
Na levi strani je prikazan padec človeka. Eva je tik pred tem, da izbere sadež z drevesa spoznanja. V drugi roki drži še enega ugriznega. Adam je dvignil eno roko, da je sprejel jabolko. Zanimiv je prikaz kače: kuščarju podobnem, lesketajočem se hibridnem bitju, ki ga lahko izpeljemo iz srednjeveško-sholastičnega komentarja Geneze (Petrus Comestor), nazadnje se vrnemo k  Bedi Častitljivemu in še konec 15. stoletja povezavo kače najdemo v Vinzentu von Beauvaisu in deviškem obrazu (virgineum vultum) - podobnost z obrazom Eve je nedvoumna - demona, ki se drži pokonci na drevesu življenja.
Na zadnji strani, ki je bila odžagana s table, je sv. Genovefa upodobljena v grizaju.
Na desni strani je Objokovanje Kristusa, ko je bil snet s križa. V ospredju so poleg Jezusa še apostol Janez, sveta Marija in Marija Magdalena. Hrbtna stran table - inventar umetniških zbirk nadvojvode Leopolda Wilhelma iz Avstrije iz leta 1659 omenja na zadnji strani »ščit, v katerem se nahaja črni orel« - je uničena z izjemo nekaj ostankov prvotne slike.
Delo Huga van der Goesa je glede na svojo vsebino (antiteza padca človeka / odrešenja) edinstveno v zgodovini slikarstva diptihov (Wolfgang Kermer).